# هيو بيلي
هيو بيلي (بالإنجليزية: Hugh Baillie)‏ هو صحفي أمريكي، ولد في 23 أكتوبر 1890، وتوفي في 1 مارس 1966.